# Карлсон, Дирк
Дирк Карлсон (англ. Dirk Carlson; 1 апреля 1998, Портленд, Орегон, США) — люксембургский футболист, защитник австрийского клуба «Санкт-Пёльтен» и сборной Люксембурга.

## Клубная карьера
На взрослом уровне дебютировал в составе клуба «Расинг Унион» 21 февраля 2016 года в матче чемпионата Люксембурга против клуба «Дифферданж 03», в котором вышел на замену на 67-й минуте. Летом 2016 года перешёл другой клуб лиги «Унион Титус-Петанж», за который отыграл 32 матча.
В феврале 2018 года подписал контракт с клубом чемпионата Швейцарии «Грассхоппер». За основную команду клуба так и не сыграл, все матчи провёл за фарм-клуб.
В июле 2019 года переходит в клуб Второй Бундеслиги Германии «Карлсруэ».

## Карьера в сборной
2 сентября 2016 года дебютировал за сборную Люксембурга, выйдя в стартовом составе на товарищеский матч со сборной Латвии.
| №  | Дата             | Оппонент          | Счёт | Голы | Передачи | Карточки | Минуты | Соревнование             |
| -- | ---------------- | ----------------- | ---- | ---- | -------- | -------- | ------ | ------------------------ |
| 1  | 2 сентября 2016  | Латвия            | 1:3  | —    | —        | —        | 90'    | Товарищеский матч        |
| 2  | 7 октября 2016   | Швеция            | 0:1  | —    | —        | 56'      | 90'    | Отбор ЧМ-2018 (группа А) |
| 3  | 10 октября 2016  | Беларусь          | 1:1  | —    | —        | 13' 44'  | 44'    | Отбор ЧМ-2018 (группа А) |
| 4  | 28 марта 2017    | Кабо-Верде        | 0:2  | —    | —        | —        | 30'    | Товарищеский матч        |
| 5  | 9 ноября 2017    | Венгрия           | 2:1  | —    | —        | —        | 28'    | Товарищеский матч        |
| 6  | 22 марта 2018    | Мальта            | 1:0  | —    | —        | —        | 76'    | Товарищеский матч        |
| 7  | 27 марта 2018    | Австрия           | 0:4  | —    | —        | —        | 90'    | Товарищеский матч        |
| 8  | 31 мая 2018      | Сенегал           | 0:0  | —    | —        | —        | 80'    | Товарищеский матч        |
| 9  | 5 июня 2018      | Грузия            | 1:0  | —    | —        | —        | 4'     | Товарищеский матч        |
| 10 | 8 сентября 2018  | Молдова           | 4:0  | —    | 1        | —        | 90'    | Лига наций 2018/19 (D)   |
| 11 | 11 сентября 2018 | Сан-Марино        | 3:0  | —    | —        | —        | 90'    | Лига наций 2018/19 (D)   |
| 12 | 12 октября 2018  | Беларусь          | 0:1  | —    | —        | —        | 90'    | Лига наций 2018/19 (D)   |
| 13 | 18 ноября 2018   | Молдова           | 1:1  | —    | —        | —        | 90'    | Лига наций 2018/19 (D)   |
| 14 | 22 марта 2019    | Литва             | 2:1  | —    | —        | 70'      | 90'    | Отбор ЧЕ-2020 (группа В) |
| 15 | 25 марта 2019    | Украина           | 1:2  | —    | —        | 90'      | 90'    | Отбор ЧЕ-2020 (группа В) |
| 16 | 2 июня 2019      | Мадагаскар        | 3:3  | —    | —        | —        | 90'    | Товарищеский матч        |
| 17 | 7 июня 2019      | Литва             | 1:1  | —    | —        | 27'      | 61'    | Отбор ЧЕ-2020 (группа В) |
| 18 | 5 сентября 2019  | Северная Ирландия | 0:1  | —    | —        | —        | 90'    | Товарищеский матч        |
| 19 | 10 сентября 2019 | Сербия            | 1:3  | —    | —        | —        | 90'    | Отбор ЧЕ-2020 (группа В) |

Итого: сыграно матчей: 19 / забито мячей 0; победы: 6, ничьи: 5, поражения: 8.